# Президентские выборы в Черногории (2013)
Президентские выборы в Черногории прошли 7 апреля 2013 года. В результате выборов Филип Вуянович набрал 51,2 % голосов и был переизбран президентом. Явка составила 63,9 %.

## Кандидаты
- Президент Филип Вуянович заявил, что будет баллотироваться на следующий срок. Вуянович был один срок президентом страны, когда она входила в союзное государство Сербии и Черногории (2003—2006), и один срок президентом независимой Черногории. Поскольку Конституция Черногории не позволяет оставаться на посту президента более двух сроков, необходимо было решить, засчитывается ли в данном случае первый срок Вуяновича. В феврале 2013 года Конституционный суд Черногории одобрил кандидатуру Вуяновича на новый срок. Суд посчитал, что в период 2003—2008 годов Вуянович был избран как президент Республики Черногория в составе государственного союза с Сербией и был де-факто независимым главой государства только в 2006—2008 годах. Таким образом, в соответствии с решением Конституционного суда его президентский срок с 2008 по 2013 год стал юридически его «первым» сроком[3].
- Миодраг Лекич, бывший дипломат, с 2012 года возглавляет в качестве «внепартийного деятеля» широкую оппозиционную коалицию, названную Демократический фронт.

## Кампания
Оппозиция решила объединиться под общим кандидатом, который лучше всего отражал бы индивидуальные различия; лидер оппозиционного альянса Демократический фронт, который был сформирован на основе Миодрага Лекича в качестве президента и баллотировался на национальных выборах 2012 года на основе этой идеи, баллотировался как независимый кандидат. Он сразу же получил сильную поддержку Социалистической народной партии Черногории; последняя оставшаяся основная оппозиционная партия, Позитивная Черногория, изначально планировала выдвинуть своего лидера Дарко Пайовича в качестве кандидата, но столкнулась с серьезными финансовыми проблемами и решила вместо этого поддержать Лекича как общего кандидата от оппозиции.

## Результаты
| Кандидат                          | Кандидат                          | Субъект выдвижения                 | Голосов | %     |
| --------------------------------- | --------------------------------- | ---------------------------------- | ------- | ----- |
|                                   | Филип Вуянович                    | Демократическая партия социалистов | 161 940 | 51,21 |
|                                   | Миодраг Лекич                     | самовыдвижение                     | 154 290 | 48,79 |
| Недействительных голосов          | Недействительных голосов          | Недействительных голосов           | 10 563  | -     |
| Всего                             | Всего                             | Всего                              | 326 793 | 100   |
| Зарегистрировано/явка избирателей | Зарегистрировано/явка избирателей | Зарегистрировано/явка избирателей  | 511 405 | 63,90 |
| Источник: Избирательная комиссия  |                                   |                                    |         |       |

До объявления официальных результатов выборов оба кандидата заявили о своей победе. Правящая ДПС заявила, что Вуянович набрал 51,3 % голосов и таким образом стал президентом. В то же время оппозиционный Демократический фронт объявил, что Миодраг Ликич получил большинство голосов в 50,5 % и также сравнил заявление о победе Вуяновича с «государственным переворотом».
Проигравшая сторона предприняла попытки оспорить результаты выборов в связи с нарушениями. Оппозиция стремилась убедить суд, что имели место злоупотребления с 11,7 тысячи бюллетеней граждан, голосовавших на дому. По утверждению оппозиционеров, эти голоса должны были быть признаны недействительными, но вместо этого они ушли Вуяновичу. Конституционный суд отклонил жалобу.